# NGC 2349
NGC 2349 – gromada otwarta znajdująca się w gwiazdozbiorze Jednorożca. Odkryła ją Caroline Herschel 4 marca 1783 roku. Jest położona w odległości ok. 5,3 tys. lat świetlnych od Słońca.